# Harald Paulsen
Harald Paulsen (Elmshorn, 26 agosto 1895 – 4 agosto 1954) è stato un attore e regista tedesco.

## Filmografia parziale

### Attore (lista parziale)
- Genuine, regia di Robert Wiene (1920)
- Stradivari, regia di Géza von Bolváry (1935)
- Ave Maria, regia di Johannes Riemann (1936)

### Regista
- Eine Frau kommt in die Tropen (1938)
- Die Stimme aus dem Äther (1939)